# Калмия (приток Быстрого Таныпа)
Калмия — река в России, протекает по Башкортостану. Устье реки находится в 59 км по правому берегу реки Быстрый Танып. Длина реки составляет 16 км. Ниже села Василово воды реки практически полностью отводятся через канал в реку Охыя.

## Данные водного реестра
По данным государственного водного реестра России относится к Камскому бассейновому округу, водохозяйственный участок реки — Белая от города Бирск и до устья, речной подбассейн реки — Белая. Речной бассейн реки — Кама.
Код объекта в государственном водном реестре — 10010201612111100026275.